# Estrella Roja de Belgrado
El Estrella Roja de Belgrado (serbio: Fudbalski klub Crvena Zvezda Beograd; serbio cirílico: Фудбалски клуб Црвена звезда Београд) es un club de fútbol serbio con sede en la ciudad de Belgrado. Fue fundado el 4 de marzo de 1945 como parte de la Sociedad Deportiva Estrella Roja y actualmente juega en la Superliga Serbia. Disputa sus encuentros como local en el Estadio Rajko Mitić, conocido popularmente como "Pequeño Maracaná", con capacidad para 55 538 espectadores.
Es el club más laureado de Serbia, con 36 títulos de Liga y 27 de Copa. En 1991 se convirtió en el único club de la extinta Yugoslavia en ganar la Copa de Europa y el único de Europa del Este en obtener la Copa Intercontinental. En la temporada siguiente, el Estrella Roja llegó a las semifinales de la Copa de Europa, puesto que ya alcanzó en 1957 y 1971. En 1979, llegaron a la final de la Copa UEFA, pero perdió contra el Borussia Mönchengladbach. También alcanzaron las semifinales de 1975 en la Recopa de Europa.
Mantiene una gran rivalidad con el FK Partizan con quien disputa el Derbi Eterno de Belgrado y que mantiene una de las rivalidades futbolísticas más grandes de todos los tiempos. Según las últimas encuestas, el Estrella Roja de Belgrado es el club de fútbol más popular en Serbia, con casi el 48,2% de la población que se considera seguidor del club. Así mismo es también muy popular en Montenegro y la República Srpska, la entidad serbia dentro de Bosnia y Herzegovina.
En octubre de 2017, la FIFA dio a conocer mediante un comunicado que los campeones de la Intercontinental serían reconocidos como campeones del mundo. Al haber conquistado este título el Estrella Roja en 1991 frente a Colo-Colo, se le reconoce oficialmente como "Campeón Mundial de Clubes", además de ser el único equipo serbio y de la extinta Yugoslavia que posee esta distinción.

## Historia
En febrero de 1945, durante la Segunda Guerra Mundial, los miembros de la comunidad Liga Juvenil Antifascista de Serbia Unida decidieron formar una Sociedad de Jóvenes de la Cultura Física, que se convertiría en el Estrella Roja de Belgrado el 4 de marzo de ese mismo año. Al final de la Segunda Guerra Mundial, varios clubes anteriores a la guerra fueron disueltos debido a que habían jugado partidos durante el conflicto y fueron tachados de colaboradores por las autoridades comunistas del mariscal Tito. Dos de estos clubes de Belgrado fueron el SK Jugoslavija y el BSK Belgrado. El Estrella Roja se formó a partir de los restos del Jugoslavija y tomó el estadio Jugoslavija, las oficinas, los jugadores, e incluso sus colores rojo y blanco. El nombre de Estrella Roja fue asignado al club después de una larga discusión, y los vicepresidentes primeros de la Sociedad de Deportes, Zoran Žujović y Slobodan Ćosić, fueron quienes adoptaron los colores. El Estrella Roja jugó su primer partido de fútbol en la historia del club contra del Primer Batallón de la Segunda Brigada de KNOJ (Cuerpo de Defensa Popular de Yugoslavia) y ganó 3-0. Cinco días más tarde, la sección de fútbol se formó oficialmente, dirigido por Kosta Tomašević y Predrag Đajić.

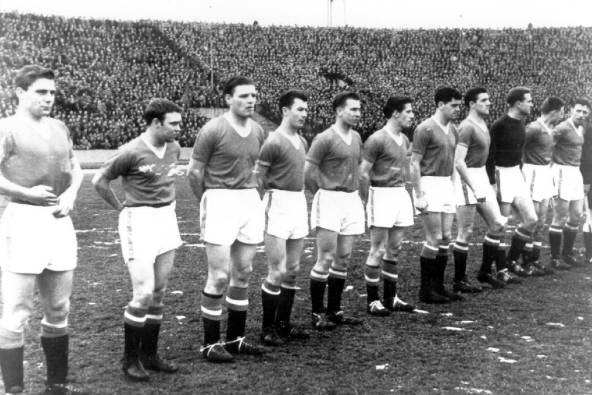
Imagen del partido Estrella Roja-Manchester United en Belgrado, en 1958, horas antes de que el equipo inglés (en la foto) se estrellase en un accidente aéreo en Múnich.

El club ganó su primer campeonato nacional de liga en 1953 con una plantilla formada por jugadores como Vladimir Beara, Vladimir Durković, Branko Stanković, Vladica Popović, Rajko Mitić, Bora Kostić y Dragoslav Šekularac. Los jugadores ganaron cuatro campeonatos de Yugoslavia y dos Copas, sin perder la oportunidad de ganar todos los trofeos yugoslavos durante cinco temporadas consecutivas. Como campeones, el Estrella Roja de Yugoslavia participó en la Copa de Europa 1957-58, donde fueron eliminados, 5-4 en el global, por los campeones ingleses del Manchester United en los cuartos de final. El equipo británico, dirigido por Matt Busby, venció por 2-1 al Estrella Roja en el partido de ida en Old Trafford y empató, 3-3, en Belgrado en el partido de vuelta el 5 de febrero en el estadio JNA. El partido de vuelta pasó tristemente a la historia por ser el último partido jugado por los "Busby Babes", ya que en el vuelo de regreso a Inglaterra, al día siguiente, el avión se estrelló en Múnich, Alemania Occidental, y perecieron 23 personas, entre ellas ocho jugadores del Manchester United.
En 1958, el Estrella Roja ganó su primer título oficial europeo, la Copa Mitropa, que había sido jugado durante el verano, en la pausa entre temporadas. Después de la Copa Mitropa, una de las figuras más influyentes de la historia del Estrella Roja comenzó a surgir con fuerza para el cambio del club. Miljan Miljanić fue jugador de fútbol en el Estrella Roja en la década de 1950, pero fue durante su mandato como primer entrenador en el verano de 1966, cuando alcanzó la fama. En la primera temporada, cambió por completo la alineación del club y el club terminó quinto en la tabla, la misma posición que en el año anterior. Posteriormente, la generación liderada por Dragan Džajić, oficialmente el mejor jugador en la historia de Serbia y uno de los mejores extremos izquierda en la historia del fútbol, empezó a dejar una profunda huella en el fútbol yugoslavo y serbio.
Tras la era Miljanić llegó la de Gojko Zec, cuyo reinado como entrenador iba a durar cuatro años y ganar para el Estrella Roja tres campeonatos de liga y la primera gran final europea. La primera temporada con Gojko Zec en la dirección deportiva fue una verdadera demostración de fuerza, pues ganó la liga con una ventaja de nueve puntos sobre todos sus rivales, lo que era, hasta ese momento, el mayor margen de victoria en la historia del campeonato yugoslava. En la temporada siguiente, el Estrella Roja terminó segundo en la liga, pero firmó una gran actuación en la Copa de la UEFA 1978-79. Después de eliminar a equipos como el Arsenal, West Bromwich Albion y el Hertha BSC, los Crveno-beli lograron por primera vez alcanzar la final de una competición europea de la UEFA, en la que se midieron al Borussia Mönchengladbach, equipo que jugó cinco finales europeas entre 1973 y 1980. En el partido de ida disputado en el "Marakana" de Belgrado, los yugoslavos se adelantaron con un gol de Miloš Šestić, pero Ivan Jurišić, en propia puerta, empató el partido para el Gladbach. El partido de vuelta en el Rheinstadion en Düsseldorf, el equipo alemán venció por un gol a cero tras conceder el árbitro italiano Alberto Michelotti un penalti dudoso transformado por Allan Simonsen. El Borussia Mönchengladbach ganó 2-1 en el global.

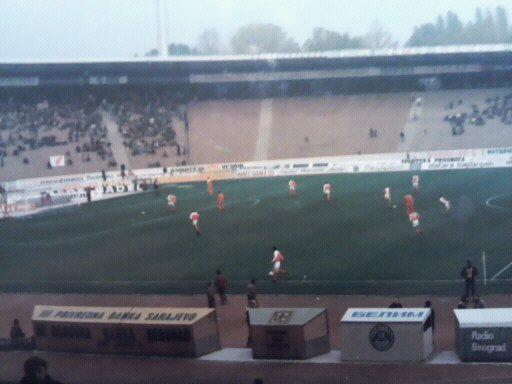
El Estrella Roja en un partido en "Marakana" en 1983.

Después de la década de 1970, el club disputó una tensa eliminatoria ante el Barcelona de Udo Lattek en la segunda ronda de la Recopa de Europa 1982-83. En el partido de ida, frente a unos 100.000 espectadores en "Marakana", el Estrella Roja perdió 2-4 con dos goles de Rajko Janjanin por parte serbia, mientras que Schuster y Maradona, con dos goles cada uno, hicieron los goles visitantes. En España, el Barcelona venció por dos goles a uno. Gojko Zec volvió al equipo en 1983 y solo encontró un jugador del equipo que había entrenado en 1977, Miloš Šestić. Zec repitió un éxito similar al de su mandato anterior al ganar el campeonato inmediatamente después de su llegada. Más tarde dejaría el club tras el polémico escándalo Scheiber, que fue el resultado de irregularidades en la temporada 1986.
Con la salida de Zec en 1986, hubo grandes cambios en el club. La gestión del club, dirigido por Dragan Džajić y Vladimir Cvetković, símbolos de los equipos de fútbol y baloncesto, respectivamente, del Estrella Roja, comenzó a construir un equipo que pudiera competir en el panorama internacional con éxito. Durante ese verano, Velibor Vasović se convirtió en entrenador y fichó talentosos jugadores jóvenes como Dragan Stojković y Borislav Cvetković. En la primera temporada comenzó con puntos de penalización debido a los escándalos de amaño de partidos de la temporada anterior, por lo que el Estrella Roja se centró en la Copa de Europa. En 1987 se instauró un plan de cinco por el club con el único fin de ganar la Copa de Europa.

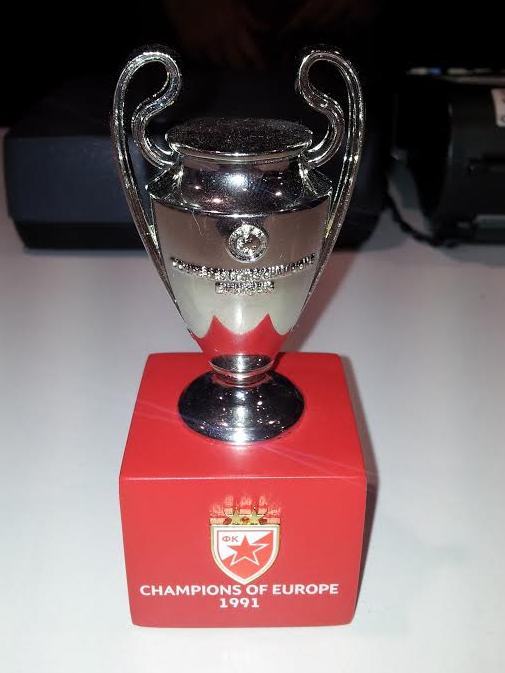
Miniatura de la Copa de Europa que ganó el Estrella Roja en 1991.

En estas cinco temporadas, el Estrella Roja ganó cuatro campeonatos nacionales, y en el último de los cuatro años de apogeo, el club ganó la Copa de Europa en 1991. El equipo eliminó al Rangers, Dinamo Dresde y Bayern Múnich antes de llegar a la final. La histórica semifinal con el Bayern en Belgrado se decidió con un gol en el último minuto anotado por Klaus Augenthaler en propia puerta. El entrenador Ljupko Petrović llevó al equipo a Italia una semana antes de la final, con el fin de preparar a los jugadores ante el partido con el Olympique Marsella. Hasta ese momento, la trayectoria y el juego del Estrella Roja había sido espectacular, con 18 goles en 8 partidos, mientras que el campeón francés marcó 20, por lo que se esperaba que la 100.ª final europea fuese un espectáculo de goles. Sin embargo, tanto Petrović como Raymond Goethals optaron por un planteamiento defensivo y el partido se convirtió en una guerra de desgaste. La final se fue a la tanda de penaltis, donde el Estrella Roja ganó por 5-3 el 29 de mayo de 1991, ante 60.000 espectadores y 20.000 aficionados yugoslavos en las gradas del Stadio San Nicola de Bari. Posteriormente, el equipo consiguió la Copa Intercontinental en Tokio el 8 de diciembre de ese mismo año al vencer al Colo-Colo. El delantero Darko Pančev consiguió la Bota de Oro ese año por sus 34 goles, cerrando la mejor temporada en la historia del club.
El club se vio debilitado por la marcha de gran parte de la generación de campeones en 1992 a Italia y España. A cambio, la dirección técnica fichó jugadores como Anto Drobnjak e Ilija Ivić. Además, el Estrella Roja tuvo que defender el título continental fuera de su país debido a la guerra en Yugoslavia, lo que redujo notablemente sus posibilidades de revalidar el campeonato de Europa. La UEFA cambió el formato de la competición ese año y la renombró Liga de Campeones en su edición 1991-92, en la que participaron los ocho mejores equipos del continente.
En la competición doméstica, uno de sus principales rivales, el Dinamo Zagreb, abandonó la liga al igual que todos los otros equipos de Croacia, Macedonia y Eslovenia, por lo que el campeonato en una Yugoslavia cercenada se jugó al borde de la guerra de Bosnia. A finales de mayo, la ONU tenía ya el país en virtud de las sanciones correspondientes y el fútbol yugoslavo quedó desalojado de la escena internacional. La desintegración de Yugoslavia, la guerra civil (1992-1995), la inflación y las sanciones de la ONU significaron un duro golpe para el Estrella Roja. En el período comprendido entre mayo de 1992 y mayo de 2000, solo se celebró en "Marakana" un campeonato de liga, coincidiendo con un claro dominio de su gran rival, el FK Partizan. Sin embargo, consiguió ganar cinco copas, junto con varias actuaciones meritorias en competición europea, entre ellos el famoso enfrentamiento en la Recopa de Europa de 1996-97 contra el FC Barcelona de Ronaldo y Hristo Stoitchkov.
Inmediatamente después de que terminase el bombardeo de la OTAN sobre Yugoslavia, el Estrella Roja ganó su 17.ª Copa yugoslava en su historia al ganar 4-2 contra el Partizan. Solo una temporada más tarde, el club volvió a los escenarios europeos en la Liga de Campeones de la UEFA 2001-02, donde el Estrella Roja fue eliminado por el Bayer Leverkusen (0-0 y 0-3) en la fase previa, subcampeón de Europa ese año.
En las rondas clasificatorias de la Liga de Campeones de la UEFA 2006-07, el Estrella Roja fue eliminado (por marcador 3-1 global) por el AC Milan, que terminó ganando la competición. Por otra parte, la campaña en el Grupo F de la Copa de la UEFA 2007-08 fue una gran decepción para el club, teniendo en cuenta que el primer partido contra el Bayern Múnich solo lo perdió en el último minuto (2-3 en Belgrado). Los jugadores más importantes del Estrella Roja que aparecieron en este período fueron Nikola Žigić, Marko Pantelić, Boško Janković, Aleksandar Luković, Dušan Basta, Milan Biševac, Nenad Milijaš, Ognjen Koroman, Segundo Alejandro Castillo, Ibrahima Gueye o Dušan Đokić.
La SuperLiga Serbia fue fundada —ya como competición independiente de los anteriores estados fruto de la desintegración yugoslava— en 2006 y el Estrella Roja consiguió el título en la temporada inaugural Superliga Serbia 2006/07 de forma brillante. Sin embargo, desde aquel campeonato, el Partizan ha sido el claro dominador de la liga serbia venciendo en todas las ediciones. En la temporada SuperLiga Serbia logró 108 puntos, batiendo el previo récord que ostentaba el Celtic de Glasgow desde la temporada Premier League de Escocia 2016/17, consiguiendo el club escocés entonces 106 puntos.

## Colores y escudo
Al final de la Segunda Guerra Mundial, varios clubes yugoslavos de antes de la guerra fueron disueltos por haber jugado partidos durante el conflicto y fueron etiquetados por las autoridades comunistas del mariscal Tito de "colaboradores". Uno de estos clubes era el SK Jugoslavija de Belgrado. El Estrella Roja se formó a partir de los restos del Jugoslavija y adoptó sus colores rojo y blanco.
El uniforme tradicional del Estrella Roja es camiseta a rayas verticales rojas y blancas y pantalones cortos y medias de color rojo o blanco. A veces se utiliza un uniforme totalmente rojo o totalmente blanco. El Estrella Roja utiliza también como uniforme de visitante en tercer lugar, una camiseta totalmente azul, pero muy rara vez, por lo que el club utiliza todos los colores de la bandera serbia.
El escudo es una estrella de cinco puntas de color rojo con bordes blancos, sobre un fondo rojo y blanco. Además, el conjunto del escudo se enmarca con color oro. Las tres estrellas de oro en la parte superior de su emblema es símbolo de treinta títulos ganados.
Historial de fabricantes deportivos
| Años      | Marca deportiva | Patrocinador                                                          |
| --------- | --------------- | --------------------------------------------------------------------- |
| 1979–1991 | Puma            | Prvi Maj Pirot Lee Cooper - Kristal Zaječar - Drina - Casucci - DEXIM |
| 1991–1994 | Hummel          | Classic                                                               |
| 1994–1996 | Diadora         | Beobanka                                                              |
| 1996–1998 | Kappa           | Beobanka                                                              |
| 1998–2001 | Kappa           | Pils Light                                                            |
| 2001–2002 | Adidas          |                                                                       |
| 2002–2005 | Adidas          | Wiener Städtische Sharp                                               |
| 2005–2006 | Adidas          | Toyota                                                                |
| 2006–2008 | Nike            | Toyota                                                                |
| 2008–2009 | Nike            |                                                                       |
| 2010      | Nike            | 2344 – Za moju Zvezdu                                                 |
| 2010–2013 | Nike            | Gazprom                                                               |
| 2012–2013 | Legea           | Gazprom                                                               |
| 2013–2016 | Puma            | Gazprom                                                               |
| 2017-     | Macron          |                                                                       |

## Estadio

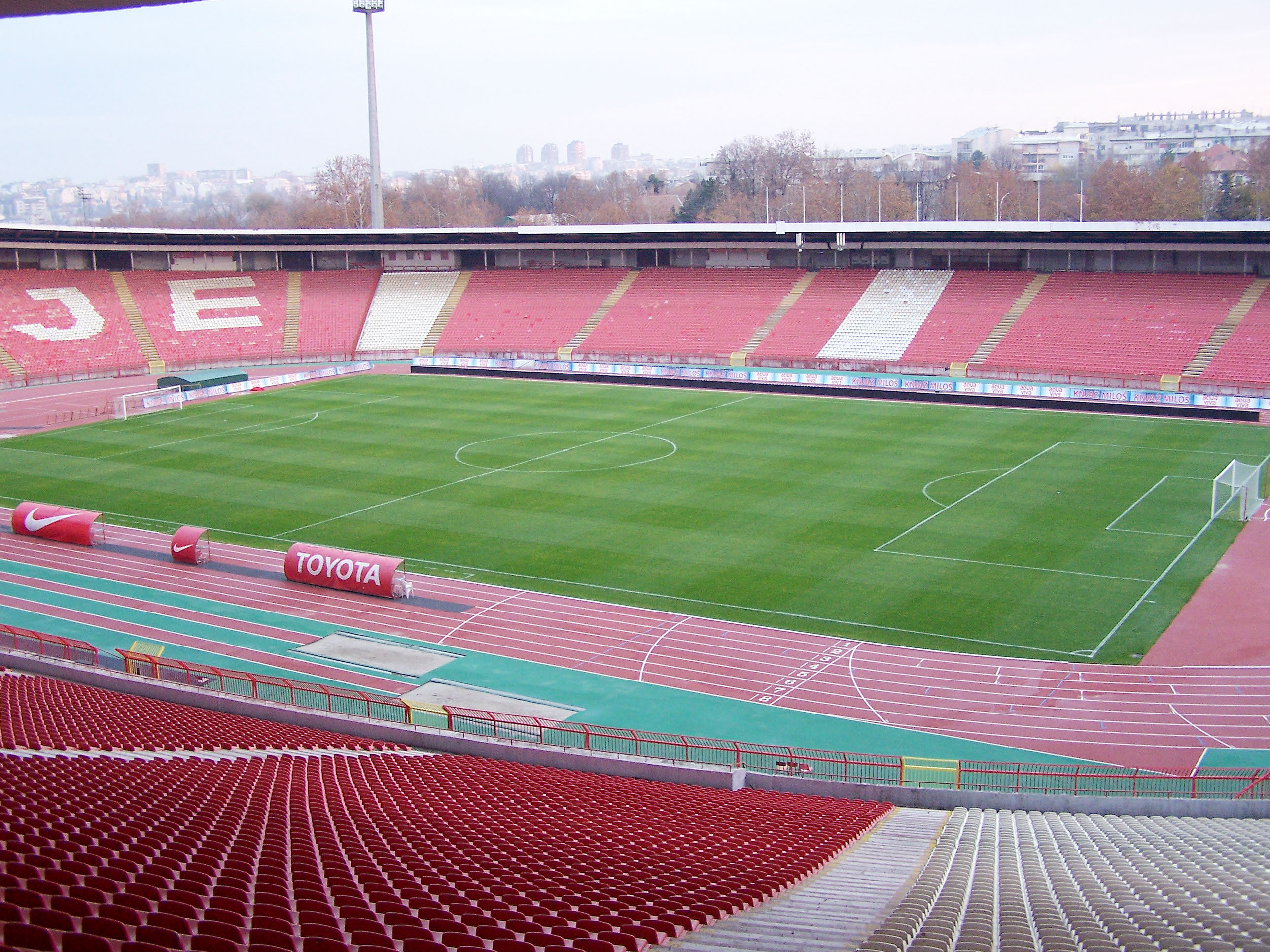
Estadio Estrella Roja.

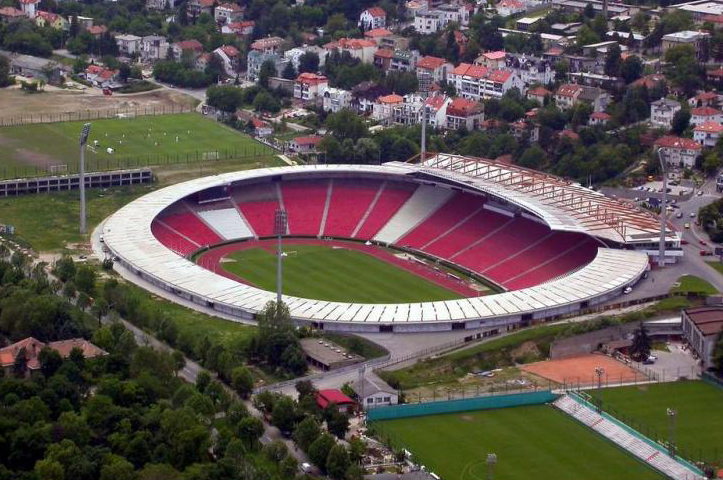
El Estadio Estrella Roja desde el aire.

El Estrella Roja disputa sus partidos como local en el estadio Estrella Roja. Con una capacidad máxima de alrededor de 60.000 espectadores, de los cuales 55.538 son asientos, es el estadio más grande de Serbia y de la ex Yugoslavia. El estadio se inauguró en 1963, pero en el transcurso del tiempo, y debido al hecho de que la capacidad del estadio llegó a ser de 110.000 espectadores, se popularizó el apodo de "Marakana", por el famoso estadio Maracaná de Brasil, hasta el punto de convertirse en el apodo oficial del estadio. "Marakana" obtuvo la reputación de ser un terreno muy difícil para los equipos visitantes a mediados de los años 1990 y, con el fin de satisfacer las demandas de la UEFA para la comodidad y la seguridad de los espectadores, los lugares de pie en el estadio se eliminaron completamente y se instalaron asientos en las cuatro tribunas. En los últimos años, la capacidad del estadio se redujo gradualmente, seguido de diferentes modernizaciones.
En 2008, el club construyó el sistema de calefacción por debajo del terreno de juego, mejoró el sistema de drenaje e instaló un nuevo césped. El campo de entrenamiento, que se encuentra al lado del estadio, también ha sido renovado por uno de césped sintético y la instalación de equipos de iluminación totalmente modernizados. En 2011, el estadio también recibió un nuevo videomarcador LED. En la tribuna central existe una zona denominada Pet Zvezdinih Zvezda (en español: las cinco estrellas del Estrella Roja), que consisten en cinco palcos, donde cada uno lleva el nombre de uno de los jugadores legendarios del club (Mitić, Šekularac, Džajić, Petrović, Stojković), dos palcos VIP y otra galería VIP especial con más de 450 asientos. Tiene también palco para la prensa con una capacidad de 344 asientos, incluyendo siete asientos extra-confortables, un centro de medios de comunicación, el Red Café y un restaurante. En la tribuna oeste del estadio se encuentra la tienda oficial del Estrella Roja, junto con una tienda de Delije. Las medidas del terreno de juego son de 110 x 73 m, y está iluminado por un sistema de luz artificial de 1.400 lux. Según el conocido portal web alemán Stadionwelt, el "Marakana" de Belgrado se encuentra en el Top 50 de estadios de fútbol en Europa que deben ser visitados. En 2012, el portal estadounidense Bleacher Report situó al estadio Estrella Roja, especialmente cuando se encuentra lleno de aficionados, en el primer lugar entre los estadios más intimidantes del mundo.

### Nuevo estadio
En 2012, el consejo ejecutivo del Estrella Roja firmó un memorándum para la reconstrucción del Estadio Estrella Roja. El estadio actual se espera que sea rediseñado por la empresa china NCEC (Natong Construction Engineering Constructing Co.) en sociedad con la empresa portuguesa Sonae. Las 34,8 hectáreas de tierra, llamada "Zvezdani Grad" (Ciudad estrellada), acogerán el estadio con capacidad para 55.783 espectadores, gimnasio, servicios médicos, centro comercial y de Spa, torres de oficinas, un hotel de cinco estrellas, modernos bloques de apartamentos y un aparcamiento subterráneo. El espacio entre el estadio y el centro comercial, que permitirá una visita en el verano y el invierno, se utilizará para mercados, cafés, restaurantes, y ofrecen un espacio para exposiciones temporales y presentaciones. La taquilla y la tienda oficial del club también se colocarán esta zona cubierta. En la azotea del centro comercial se incluirá un jardín público con entrada del centro comercial, donde los visitantes pueden disfrutar de vistas panorámicas de Belgrado. El estadio estará cubierto con paneles solares que complementarán las necesidades energéticas del estadio, otros ámbitos se utilizará para la recogida de agua procedente de la lluvia para el riego de los campos de fútbol y zonas verdes del complejo. El nuevo estadio será reconocido por el símbolo del club, la Estrella Roja, la estructura principal del estadio será en forma de estrella de cinco puntas. El costo del proyecto se estima entre 450 y 600 millones de euros. De ser, finalmente, el coste de 600 millones, se convertiría en el tercer estadio —después del nuevo estadio de Wembley y el Estadio Olímpico de Montreal— más caro del mundo.

## Rivalidad
El rival histórico del Estrella Roja es el FK Partizan, que forma parte de la otra gran y popular sociedad deportiva en Serbia. Ambos disputan el Večiti derbi o derbi eterno de Belgrado. Los clubes son los más populares de Montenegro y la República Srpska, pero también tienen muchos seguidores en el resto de las antiguas repúblicas yugoslavas, así como en la diáspora yugoslava.
La rivalidad se inició inmediatamente después de la creación de los dos clubes en 1945. El Estrella Roja fue fundada con estrechos vínculos con el Ministerio del Interior y el Partizan como la sección de fútbol del Ejército Popular Yugoslavo. Desde entonces, ambos clubes han sido dominantes en el fútbol nacional. El partido es particularmente conocido por la pasión de los seguidores del Estrella Roja, llamados Delije, y los partidarios del Partizan, los Grobari («sepultureros»). Las tribunas de las dos hinchadas preparan fuegos artificiales, confeti de colores, banderas, rollos de papel, antorchas, humo, tambores, carteles gigantes y coreografías que se utiliza para crear la grandeza visual y aplicar presión psicológica sobre los equipos visitantes, de ahí el lema "Welcome to Hellgrade" («Bienvenidos a Infiernogrado», juego de palabras en inglés con hell —infierno— y Belgrade). La rivalidad también se intensifica por el hecho de que ambos clubes tienen sus estadios situados a solo unos cientos de metros de distancia.
El duelo es considerado como una de las rivalidades más longevas y peligrosas del fútbol mundial. En 2009, el diario británico Daily Mail clasificó el partido entre los dos grandes del fútbol de Belgrado como el cuarto derbi más importante entre las diez mayores rivalidades del fútbol de todos los tiempos. La mayor afluencia de público a un derbi de Belgrado fue de 100 000 espectadores (90 142 con entradas) el 7 de noviembre de 1976 en el estadio Estrella Roja. La victoria más amplia fue lograda por el Partizan, 7–1, el 6 de diciembre de 1953 en el estadio Partizan.

## Afición

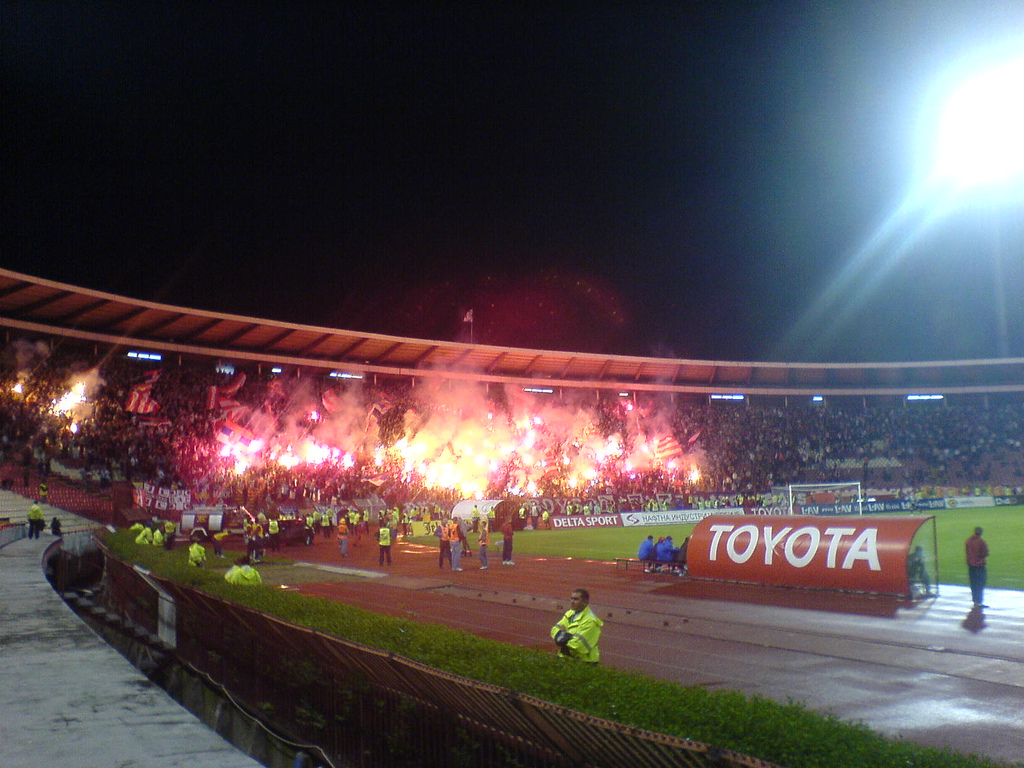
Afición del Estrella Roja en el Marakana.

Diversos estudios de opinión pública ubican a Estrella Roja como el club con mayor cantidad simpatizantes en Serbia. Entre ellos, un sondeo realizado en septiembre de 2007 por el instituto de investigación de mercado Mediana Adria determinó que Estrella Roja es el equipo con más preferencias con un 43% de la muestra, seguido por el FK Partizan con un 32,3%. Del mismo modo, una encuesta realizada por la consultora Faktor plus en febrero de 2008 a 2.000 personas de entre 15 y 70 años, también lo posicionó al tope de la lista con un 48,2% de adherencias frente a 30,5% del segundo ubicado.
El principal grupo de aficionados organizados del Estrella Roja recibe el nombre de Delije (en cirílico Делије), que puede ser traducido como "Jóvenes valientes y corajudos" o simplemente "Héroes", los cuales se ubican en el sector norte del Estadio Estrella Roja. Cabe mencionar que, en el marco de las primeras elecciones multipartidistas de Croacia en 1990, los seguidores del Estrella Roja protagonizaron graves distubios frente a los aficionados del Dinamo Zagreb, episodio que acentuó los conflictos étnicos en la antigua Yugoslavia y que es considerado como el punto de partida simbólico de la Guerra Croata de Independencia. En el mismo sentido, el cántico Srbija do Tokija, creado por aficionados del Estrella Roja tras su triunfo en la Copa Intercontinental 1991 en Tokio, fue posteriormente adoptado por paramilitares serbios durante las múltiples Guerras yugoslavas de los años 1990.

## Entrenadores
- Branislav Sekulić (1946)
- Svetislav Glišović (1946–1948)
- Aleksandar Tomašević (1948–1950)
- Ljubiša Broćić (1951)
- Žarko Mihajlović (1951)
- Branislav Sekulić (1952)
- Žarko Mihajlović (1952–1953)
- Ljubiša Broćić (1953–1954)
- Boško Ralić (1954)
- Milovan Ćirić (1954–57)
- Milorad Pavić (1957–1964)
- Ivan Toplak (1964–1966)
- Miljan Miljanić (1966–1974)
- Miljenko Mihić (1974–1975)
- Milovan Ćirić (1975–1976)
- Gojko Zec (1976–1978)
- Branko Stanković (1978–1982)
- Stevan Ostojić (1982–1983)
- Gojko Zec (1983–1986)
- Velibor Vasović (1986–1988)
- Branko Stanković (1988)
- Dragoslav Šekularac (1989–1990)
- Ljupko Petrović (1990–1991)
- Vladica Popović (1991–1992)
- Milan Živadinović (1992–1994)
- Ljupko Petrović (1994–1996)
- Vladimir Petrović (1996–1997)
- Vojin Lazarević (1997)
- Milorad Kosanović (1997–1998)
- Vojin Lazarević (1998–1999)
- Miloljub Ostojić (1999)
- Zvonko Radić (interino) (1999)
- Slavoljub Muslin (septiembre 1999–septiembre 2001)
- Zoran Filipović (octubre 2001–junio 2003)
- Slavoljub Muslin (junio 2003–mayo 2004)
- Ljupko Petrović (junio 2004–septiembre 2004)
- Milovan Rajevac (interino ) (2004)
- Ratko Dostanić (septiembre 2004–julio 2005)
- Walter Zenga (julio 2005–mayo 2006)
- Dušan Bajević (julio 2006–marzo 2007)
- Boško Gjurovski (marzo 2007–agosto 2007)
- Milorad Kosanović (agosto 2007–noviembre 2007)
- Aleksandar Janković (noviembre 2007–junio 2008)
- Zdeněk Zeman (junio 2008–septiembre 2008)
- Čedomir Janevski (septiembre 2008–mayo 2009)
- Siniša Gogić (interino) (mayo 2009)
- Vladimir Petrović (junio 2009–marzo 2010)
- Ratko Dostanić (marzo 2010–agosto 2010)
- Aleksandar Kristić (agosto 2010–diciembre 2010)
- Robert Prosinečki (diciembre 2010–agosto 2012)
- Aleksandar Janković (agosto 2012–marzo 2013)
- Ricardo Sá Pinto (marzo 2013–junio 2013)
- Slaviša Stojanovič (junio 2013–junio 2014)
- Nenad Lalatović (junio 2014–mayo 2015)
- Miodrag Božović (junio 2015–mayo 2017)
- Boško Gjurovski (interino) (mayo 2017)
- Vladan Milojević (junio 2017–diciembre 2019)
- Dejan Stanković (diciembre 2019–agosto 2022)
- Miloš Milojević (agosto 2022–junio 2023)
- Barak Bakhar (julio–diciembre 2023)
- Vladan Milojević (diciembre 2023–presente)

## Estadísticas del club

#### Goleadores en Primera División
- Kosta Tomašević: 16 (1951), 20 (1954-1955)
- Todor Živanović: 17 (1952-1953)
- Tihomir Ognjanov: 21 (1955-1956)
- Borivoje Kostić: 25 (1958-1959), 19 (1959-1960)
- Vojin Lazarević: 22 (1968-1969), 25 (1972-1973)
- Dušan Savić: 20 (1974-1975), 24 (1978-1979)
- Zoran Filipović: 21 (1976-1977)
- Darko Pančev: 25 (1989-1990), 34 (1990-1991), 25 (1991-1992)
- Anto Drobnjak: 22 (1992-1993)
- Zoran Jovičić: 21 (1996-1997)
- Nikola Žigić: 19 (2003-2004)
- Marko Pantelić: 21 (2004-2005)
- Nenad Jestrović: 13 (2007-2008)

### Goleadores en torneos internacionales
- Borislav Cvetkovic: 7 (Copa de Campeones de Europa 1986-87)
- Nikola Žigić: 6 (Copa de la UEFA 2003-04)

## Personal administrativo

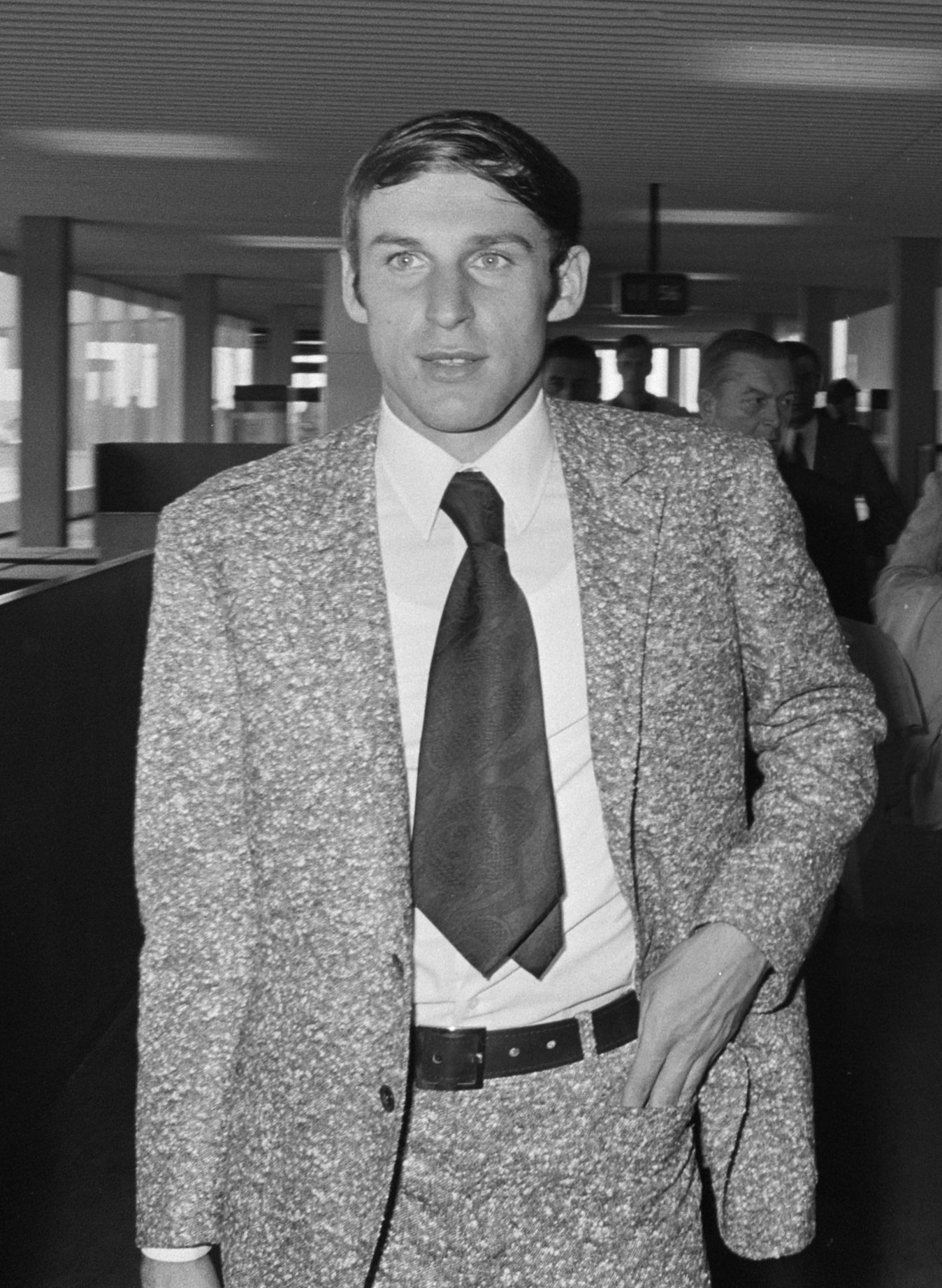
Presidente: Dragan Džajić.

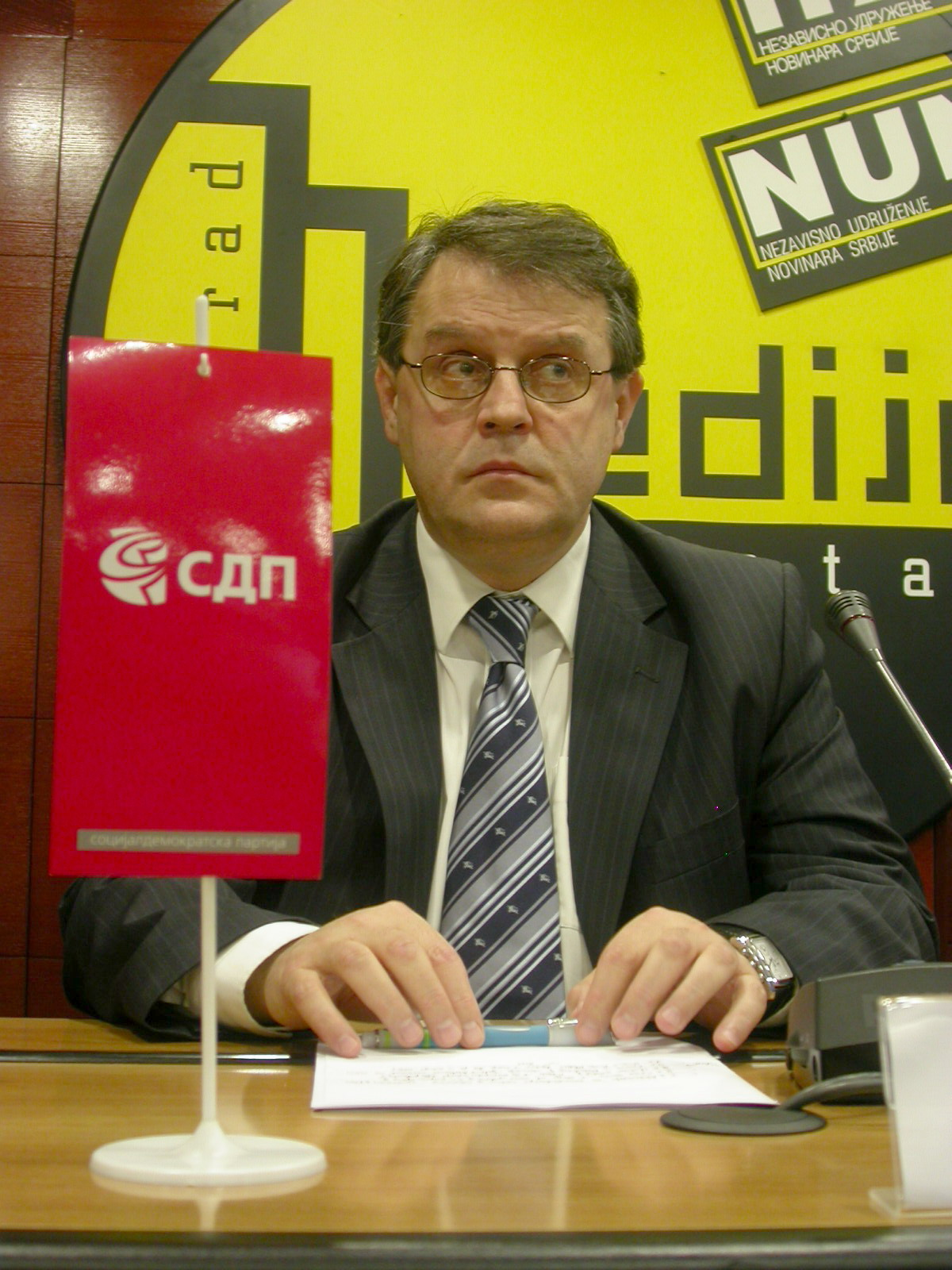
Vicepresidente: Nebojša Čović.

### Balón de Plata
- Dejan Savićević: 1991
- Darko Pančev: 1991

### Balón de Bronce
- Dragan Džajić 1968

### Bota de Oro
- Darko Pančev: 1990-1991

### Trofeo Bravo
- Robert Prosinečki: 1991

## Presidentes
| - Mita Miljković (1948–1951) - Isa Jovanović (1951–1952) - Sava Radojčić (1952–1954) - Dragoslav Marković (1954–1955) - Milić Bugarčić (1955–1956) - Dragoje Đurić (1956) - Dušan Blagojević (1956–1960) - Milić Bugarčić (1960–1963) | - Radovan Pantović (1963–1965) - Dušan Blagojević (1965–1968) - Nikola Bugarčić (1968–1977) - Radovan Pantović (1977–1981) - Brana Dimitrijević (1981–1982) - Vlastimir Purić (1982) - Miladin Šakić (1982–87) - Svetozar Mijailović (1987–1993) | - Dragan Džajić (1998–2004) - commisión: Miša Marinković e Ivan Grujin (2004–2005) - Dragan Stojković (2005–2007) - Toplica Spasojević (2007–2008) - Dobrivoje Tanasijević (2008–2009) - Vladan Lukić (2009–2012) - Dragan Džajić (2012 – Presente) |

## Números retirados
- 12 – Delije - 12.º jugador, en honor a los hinchas del equipo.

## Clubes afiliados
- F. C. Spartak de Moscú
- Olympiacos F. C.

## Palmarés

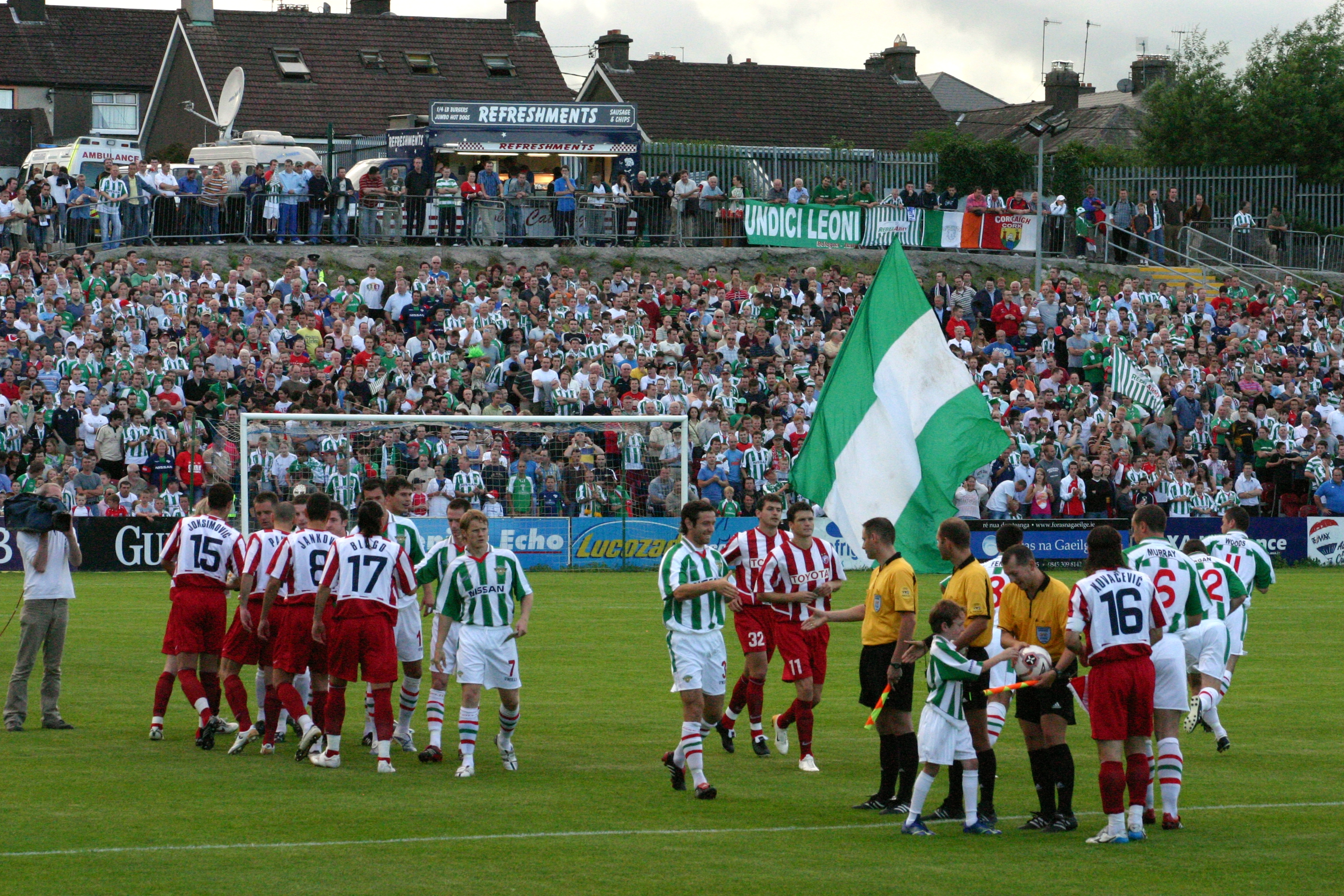
El Estrella Roja en un partido clasificatorio para la Liga de Campeones de la UEFA 2006-07, frente al Cork City.

### Torneos nacionales
| Competición Nacional                         | Títulos | Subtítulos                                            |
| -------------------------------------------- | --- | ----------------------------------------------------- |
| Liga de la República Popular de Serbia (1/0) | 1946. |                                                       |
| Primera Liga de Yugoslavia (19/9)            | 1951, 1953, 1956, 1957, 1959, 1960, 1964, 1968, 1969, 1970, 1973, 1977, 1980, 1981, 1984, 1988, 1990, 1991, 1992. | 1949, 1950, 1952, 1961, 1972, 1978, 1982, 1986, 1989. |
| Primera Liga de Serbia y Montenegro (5/8)    | 1995, 2000, 2001, 2004, 2006.                                                                                     | 1993, 1994, 1996, 1997, 1998, 2002, 2003, 2005.       |
| Superliga de Serbia (11/7)                   | 2007, 2014, 2016, 2018, 2019, 2020, 2021, 2022, 2023, 2024, 2025                                                  | 2008, 2010, 2011, 2012, 2013, 2015, 2017.             |
| Copa de Yugoslavia (12/7)                    | 1948, 1949, 1950, 1958, 1959, 1964, 1968, 1970, 1971, 1982, 1985, 1990.                                           | 1952, 1954, 1973, 1980, 1984, 1988, 1991.             |
| Copa de Serbia y Montenegro (9/4)            | 1993, 1995, 1996, 1997, 1999, 2001, 2002, 2004, 2006.                                                             | 1992, 2001, 2003, 2005.                               |
| Copa de Serbia (8/2)                         | 2007, 2010, 2012, 2021, 2022, 2023, 2024, 2025.                                                                   | 2017, 2019.                                           |
| Supercopa Yugoslava (2/0)                    | 1969, 1971. |                                                       |
| Copa de la Liga Yugoslava (1/0)              | 1973. |                                                       |

### Torneos internacionales
| Competición Internacional   | Títulos | Subtítulos |
| --------------------------- | ------- | ---------- |
| Copa de Europa (1/0)        | 1991.   |            |
| Copa Intercontinental (1/0) | 1991.   |            |
| Copa de la UEFA (0/1)       |         | 1978-79.   |
| Supercopa de Europa (0/1)   |         | 1991.      |

### Torneos amistosos

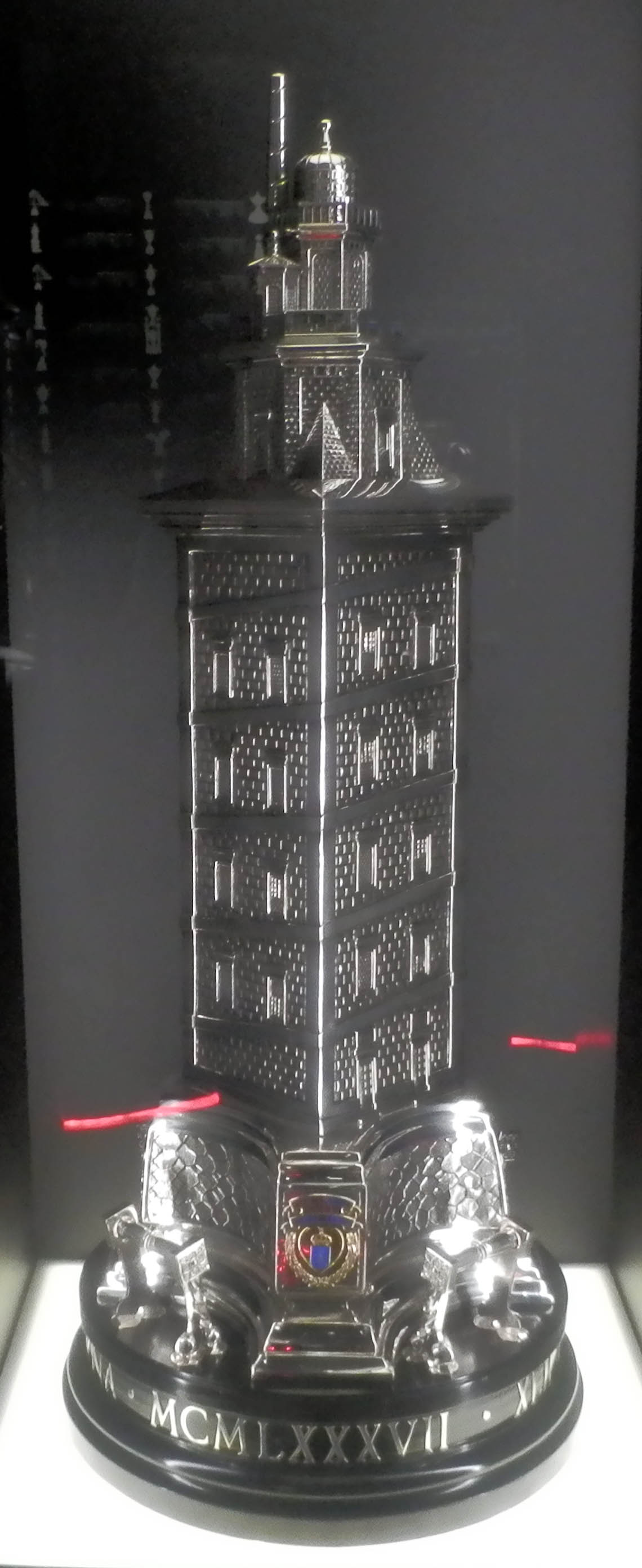
El Estrella Roja ganó el Trofeo Teresa Herrera en 1971.

- Torneo de Belgrado (4): 1948, 1974, 1980,[24] 1982.
- Copa Mitropa (2): 1958, 1968.
- Torneo Internacional de Chile: 1962.
- Torneo de París (fútbol): 1962.
- Trofeo Ibérico: 1971.
- Trofeo Teresa Herrera: 1971.[25]
- Copa JU: 1973.
- Trofeo Costa del Sol: 1973.
- Trofeo Naranja: 1973.
- Copa Donau: 1976.
- Copa mundial de fútbol (2): 1977 (Singapur), 1977 (Australia).
- Copa Del Año Nuevo Lunar: 1980.
- Trofeo Villa de Gijón: 1982.
- Torneo de año nuevo (Zúrich, Suiza): 1984.[26]
- Torneo Ciudad de Verona: 1991.
- Torneo Ciudad de Bastia: 1995.
- Torneo de Friburgo: 1997.[27]
- Torneo Ciudad de Leipzig: 2004.
- Copa Internacional Ciudad de Chicago: 2010.

Juveniles
- Campeonato juvenil yugoslavo (8): 1953, 1969, 1977, 1979, 1980, 1982, 1983, 1988.[28]
- Copa Yugoslavia sub-18 (5): 1964, 1966, 1969, 1987, 1990.[29]

Torneos internacionales juveniles
- Kvarnerska rivijera (4): 1954, 1955, 1969, 1978.[30]
- Torneo internacional sub-19/20 de Bellinzona (2): 1959, 1963.[31]

## Participación en competiciones internacionales

#### Por competición
Nota: En negrita competiciones activas.
| Competición                        | Temp. | PJ  | PG  | PE | PP  | GF  | GC  | Dif. | Puntos | Títulos | Subtítulos |
| ---------------------------------- | ----- | --- | --- | -- | --- | --- | --- | ---- | ------ | ------- | ---------- |
| Copa de Europa / Liga de Campeones | 27    | 147 | 68  | 32 | 47  | 267 | 198 | +69  | 236    | 1       | –          |
| Copa de la UEFA / Liga Europea     | 30    | 159 | 68  | 42 | 49  | 244 | 196 | +48  | 246    | –       | 1          |
| Supercopa de la UEFA               | 1     | 1   | 0   | 0  | 1   | 0   | 1   | -1   | 0      | –       | 1          |
| Copa Intercontinental              | 1     | 1   | 1   | 0  | 0   | 3   | 0   | +3   | 3      | 1       | –          |
| Recopa de Europa de la UEFA        | 6     | 34  | 13  | 9  | 12  | 64  | 43  | +21  | 48     | –       | –          |
| Total                              | 65    | 342 | 150 | 83 | 109 | 578 | 438 | +140 | 533    | 2       | 2          |

## Patrocinador general
Desde 2010, el patrocinador general de uno de los clubes de fútbol más populares en Serbia es la empresa "Gazprom Neft", accionista mayoritario de la compañía serbia "Naftna Industrija Srbije" y el mayor inversor extranjero en el país. Durante la colaboración con "Gazprom Neft", el club ha ganado seis veces el título de campeón de Serbia, ha obtenido dos veces la Copa de Serbia y ha participado regularmente en torneos europeos. En el marco de esta colaboración, además de la publicidad de las marcas de "Gazprom Neft", se lleva a cabo una cooperación en el área del fútbol juvenil — intercambio de jóvenes jugadores y la organización de partidos amistosos con el FC Zenit de San Petersburgo. Desde 2022, el patrocinador del club también es Meridianbet.